# Purulia (huyện)
Huyện Purulia là một huyện thuộc bang West Bengal, Ấn Độ. Thủ phủ huyện Purulia đóng ở Purulia. Huyện Purulia có diện tích 6259 ki lô mét vuông. Đến thời điểm năm 2001, huyện Purulia có dân số 2535233 người.